# Józef Antoni Łuszczewski
Józef Antoni Łuszczewski herbu Korczak (ur. ok. 1720 - zm. 1787) – sędzia ziemski sochaczewski w latach 1764–1783, pisarz grodzki (1737), pisarz ziemski sochaczewski (1746), asesor sądów królewskich w 1746 roku, deputat na Trybunał Główny Koronny.

## Życiorys
Był członkiem konfederacji Czartoryskich w 1764 roku i posłem na sejm konwokacyjny (1764) z ziemi sochaczewskiej. Elektor Stanisława Augusta Poniatowskiego w 1764 roku z województwa rawskiego, poseł ziemi sochaczewskiej na sejm elekcyjny. W 1764 roku na sejmie koronacyjnym wyznaczony do komisji do compositio inter status.
W 1768 roku wyznaczony ze stanu rycerskiego do Asesorii Koronnej. Członek konfederacji Adama Ponińskiego w 1773 roku. Jako poseł ziemi sochaczewskiej na Sejmie Rozbiorowym 1773–1775 wszedł w skład delegacji wyłonionej pod naciskiem dyplomatów trzech państw rozbiorczych, mającej przeprowadzić rozbiór. 18 września 1773 roku podpisał traktaty cesji przez Rzeczpospolitą Obojga Narodów ziem zagarniętych przez Rosję, Prusy i Austrię w I rozbiorze Polski. Konsyliarz sądu konfederacji generalnej 1773–1775 roku. Członek konfederacji Andrzeja Mokronowskiego w 1776 roku, poseł na sejm 1776 roku i sędzia sejmowy z ziemi sochaczewskiej.
W 1783 roku otrzymał starostwo mszczonowskie, dostał prawem emfiteutycznym starostwo inowłodzkie na lat 50. W 1785 odznaczony Orderem Świętego Stanisława.